# 李文正 (1929年)
李文正（1929年5月12日—），印尼语名，祖籍福建莆田，生于荷屬東印度瑪琅，印尼華裔企业家、力宝集团的创始人。

## 生平
李文正父母在1918年從中國福建移民到荷屬東印度瑪琅。其父親Liapi (1887–1959)是蜡染商，其母親叫Sibelau (1889–1937)。在李文正五个月大的时候，他的父母带他去了他父亲祖籍中國福建的村庄，他在中國福建一直生活到六岁。
李文正在中学时期，曾任东爪哇华侨学校学生会主席，他于1947年考入中國国立中央大学 (南京)哲学系，后于1949年中国国共内战结束之际辍学，经香港，重返印尼，定居雅加达，投身金融界、实业界，是知名的印尼華裔富豪之一。李文正與夫人均為虔誠基督教徒。
李文正曾任亚洲银行家协会主席。李文正热心于教育事业，为印度尼西亚国立大学董事长、中國东南大学名誉董事长及名誉教授，并捐资修建了中國东南大学李文正楼与李文正图书馆以及清华大学图书馆北馆。